# Ambrosio de Figueroa

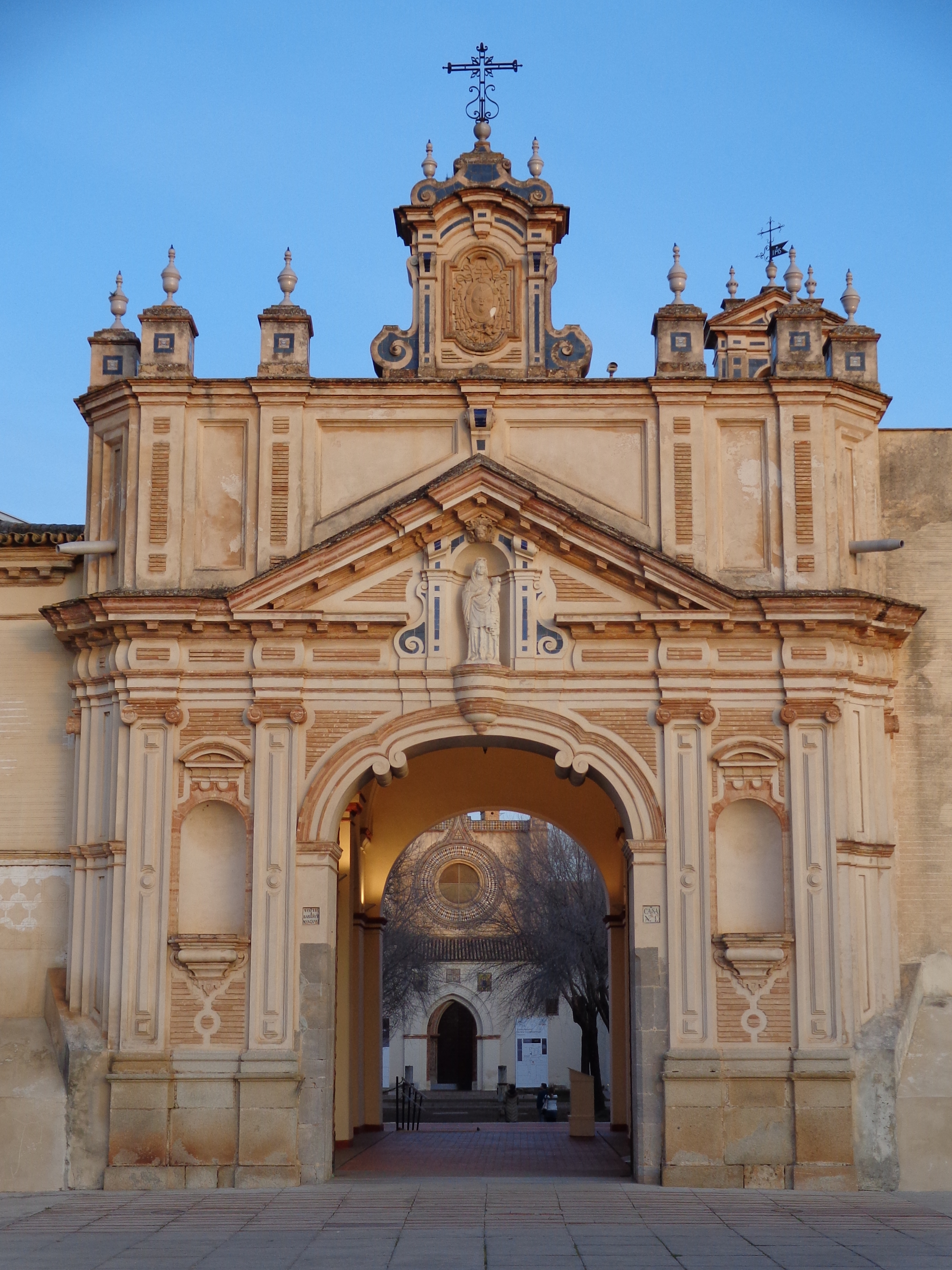
Portada del monasterio de la Cartuja, Sevilla.

Ambrosio de Figueroa (Sevilla, 7 de diciembre de 1702-ibídem, 9 de enero de 1775) fue un arquitecto español del Barroco.

## Biografía
Nació en el barrio de San Vicente el 7 de diciembre de 1702, festividad de san Ambrosio. Su nombre completo fue Juan Ambrosio José de Figueroa. Era hijo legítimo del arquitecto Leonardo de Figueroa y su mujer, María Sebastiana de la Barrera. Su hermano mayor fue Matías de Figueroa, también arquitecto. En 1719 se casó en la parroquia de Santa Catalina con María Ruiz. Su cuarto hijo, Antonio de Figueroa, también sería arquitecto. María Ruiz falleció en 1756 y en 1757 contrajo matrimonio en la parroquia de San Lorenzo con Juana de Pineda. Murió en 1775 y fue enterrado en la parroquia de San Vicente.
Su formación arquitectónica vino de su padre, Leonardo, y de su relación con su hermano, Matías. También recurrió a abundante literatura sobre arquitectura, sobre todo los ensayos Arte y uso de Arquitectura (fray Lorenzo de San Nicolás), Carpintería de lo blanco (Diego López de Arenas), Tratado de alarifes (Diego López de Arenas) y Verdadera práctica de las resoluciones de Geometría, sobre las tres dimensiones para un perfecto architecto, con una total resolución para medir, y dividir la planimetría para los agrimensores (Juan García Berruguilla).
En su obra son habituales el uso del ladrillo, las pilastras y la alternancia de frontones curvos y rectos.

## Obra

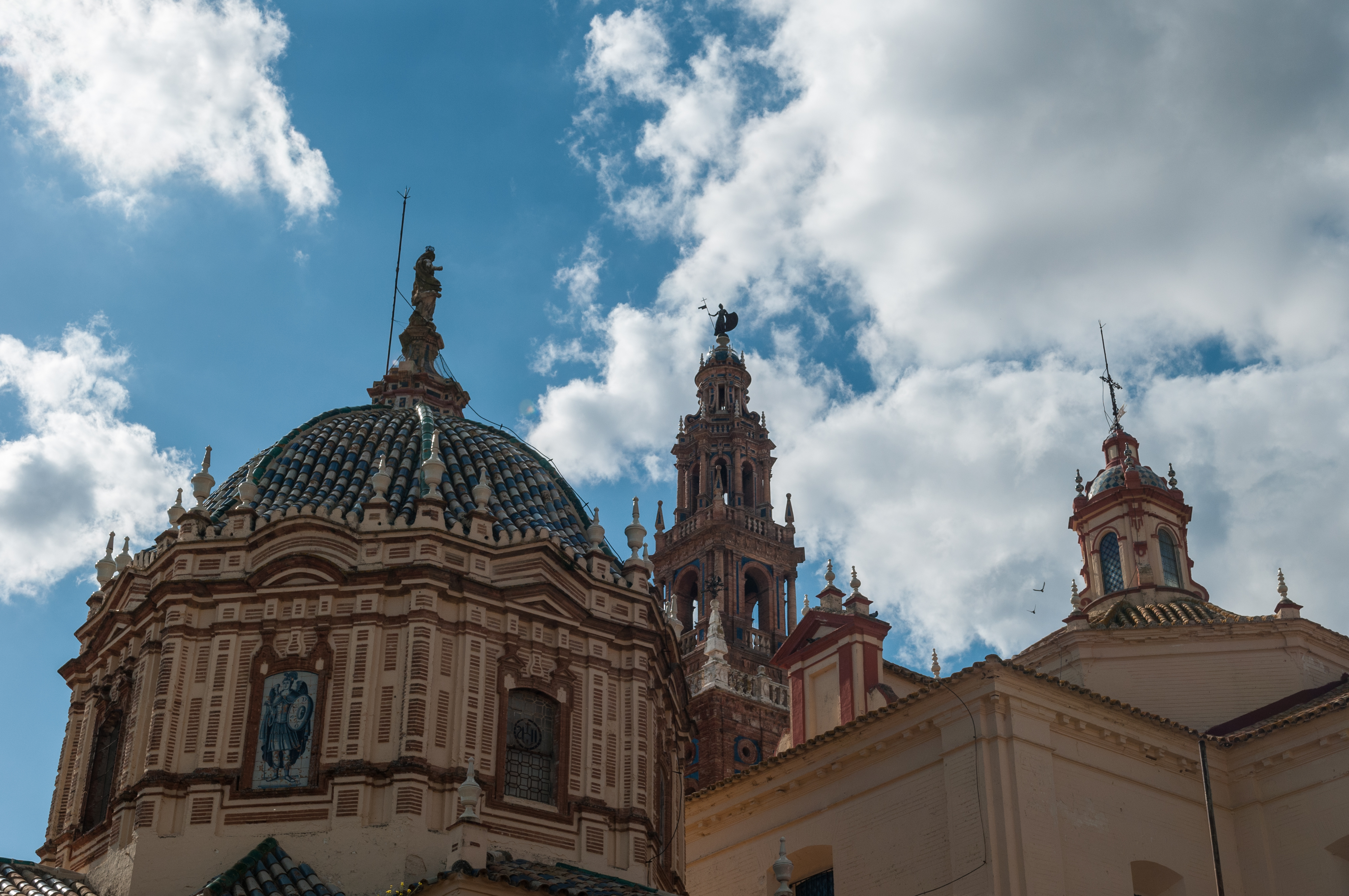
A la izquierda la cúpula del Sagrario de la iglesia de San Pedro, Carmona.

Entre sus principales obras pueden citarse las siguientes:
- 1734. Realización de obras proyectadas por Diego Antonio Díaz en la iglesia del municipio de Cumbres de San Bartolomé, provincia de Huelva.
- 1734. Realización, junto con Matías Figueroa, de obras en la capilla de San Leandro de la catedral de Sevilla.
- 1738. Interviene en la construcción de la iglesia de San Jacinto del barrio de Triana, Sevilla.
- 1741. Reformas en la parroquia de San Bartolomé de la Torre, provincia de Huelva.
- 1758-1759. Proyecto de reforma de la iglesia de San Esteban, del cual solamente se realizó la parte concerniente a cubiertas, tejados de las naves, enlucidos exteriores y tribuna del órgano. La obra fue llevada a cabo por Andrés de Silva.[11] Sevilla.
- 1756. Realización de la casa del cura de la Iglesia de San Pedro Apóstol (Huelva).
- 1759. Fue maestro mayor de obras del monasterio de la Cartuja de Sevilla entre 1756 hasta 1765. En 1759 trazó la portada y la capilla Pública, que se terminaron en 1766.[12]
- 1759-1760. Diseño de la torre de la parroquia de Manzanilla, provincia de Huelva. Obra realizada por Lucas Cintora.
- 1761. Reconstrucción del convento de Santa Rosalía, Sevilla.
- 1762. Reconstrucción del palacio arzobispal de Umbrete, provincia de Sevilla. Se adelantó la fachada, se dio más amplitud al jardín y se realizaron nuevas portadas entre otras actuaciones.[13]
- 1763. Traza la capilla sacramental de la parroquia de la Magdalena, Arahal, provincia de Sevilla.
- 1763. Reformas en la iglesia de Santa María de la Oliva, Salteras, provincia de Sevilla.
- 1763. Reconstrucción de la parroquia de Nuestra Señora de Guadalupe, El Almendro, provincia de Huelva.[14]
- 1763. Sagrario de la iglesia de San Pedro, Carmona, provincia de Sevilla.
- 1763. Cuerpo de campanas de la torre de la iglesia de San Pablo, Aznalcázar, provincia de Sevilla.
- 1764 y 1771. Reformas en la parroquia de Santa María de Sanlúcar la Mayor, provincia de Sevilla.
- 1769. Traza la iglesia de la Piedad de Santa Bárbara de Casa, provincia de Huelva.
- 1769. Proyecto de reconstrucción de la iglesia de Nuestra Señora del Reposo, Campillos, provincia de Málaga. La construcción de dicho proyecto fue realizada por su hijo, Antonio de Figueroa. Se terminó en 1774.[15]
- 1770. Sagrario de la iglesia de Santa Bárbara, Écija, provincia de Sevilla.
- 1770. Reconstrucción de la iglesia del Divino Salvador, Castilblanco de los Arroyos, provincia de Sevilla.
- 1770-1771. Reformas (destacándose el nuevo púlpito) en la iglesia de la Asunción,[16] Espartinas, provincia de Sevilla.
- 1771-1773. Nueva portada, nueva sacristía, nuevo suelo y nueva capilla mayor en la iglesia de Nuestra Señora de la Estrella,[17] Palomares del Río, provincia de Sevilla.
- 1771. Nuevo cuerpo de campanas en la iglesia de la Inmaculada Concepción de El Garrobo, provincia de Sevilla.
- 1771. Almacenes y oficinas de la iglesia de San Juan Bautista de Marchena,[18] provincia de Sevilla.
- 1772. Reformas en la parroquia de Nuestra Señora de Belén, Tomares, provincia de Sevilla.
- 1773. Traza una nueva iglesia para Alcalá de la Alameda. Actual ermita de la Divina Pastora y San Isidro Labrador.[19] Municipio de Chucena, provincia de Huelva. Las obras fueron continuadas por su hijo, Antonio de Figueroa.[19] La obra fue concluida en 1781.[20]
- 1773. Reformas en la parroquia de Chucena, provincia de Huelva.
- 1774. Ampliación de la iglesia de Burguillos, provincia de Sevilla.
- 1775. Parte superior de la torre de la parroquia de San Isidoro, Sevilla.